# Qian Zhongshu
Qian Zhongshu (en xinès tradicional: 錢鍾書; en xinès : 钱钟书; en pinyin: Qián Zhōng shū) (Wuxi 1919 - Pequín 1998) escriptor, acadèmic i intel·lectual xinès. És conegut principalment per la seva novel·la Weicheng《围城》, publicada l'any 1947 en xinès i traduïda per primer cop a l'anglès el 1979, amb el títol de Fortress Besieged i al castellà el 1992 amb el títol de La fortaleza asediada.

## Biografia
Qian Zhongshu va néixer el 21 de novembre de 1910 a Wuxi, província de Jiangsu (Xina) en una família de lletrats. El seu pare Qian Jibo (钱基博) va ser professor universitari de llengua xinesa antiga i crític literari especialitzat en el món clàssic.

### Primers anys
A l'escola primaria ja va destacar com un alumne brillant. A l'acabar va anar a escoles dels missioners episcopals americans a Wuxi i a Suzhou. Als 17 anys ja podia escriure articles en xinès clàssic.
Des de molt jove, Qian Zhongshu tenia passió per les novel·les i les històries; ja estava familiaritzat amb les novel·les tradicionals xineses d'aventures històriques i fets heroics, però la lectura de la traducció de Lin Shu de les novel·les occidentals va ser una experiència emocionant, que va descriure molts anys més tard com el seu "gran descobriment a l'edat d'onze o dotze anys".
En llegir les traduccions de Lin, recorda: “Vaig saber que les novel·les occidentals podrien ser tan fascinants! Mai em vaig cansar de llegir una vegada i una altra Henry Rider Haggard, Dickens, Washington Irving, Walther Scott i Johnathan Swift."
El 1929 va entrar al departament de llengües estrangeres de la Universitat Qinghua (清华大学外文系) per estudiar Literatura Anglesa. Allà el 1932 hi va conèixer la que seria la seva futura esposa, l'escriptora Yang Jiang (杨绛). El 1933 al finalitzar els estudis va ocupar un lloc de professor d'anglès a la Universitat Guanghua de Xangai.

### Estades a Oxford i París
El juliol de 1935 va anar a estudiar a Oxford on hi va passar dos anys, gràcies a una beca gestionada dins els acords resultants de l'evolució del “Protocol bòxer”.
Estant a Oxford va publicar un assaig, "On Old Chinese Drama", a la revista en llengua anglesa "T'ien Hsia Monthly" i va escriure la introducció a una col·lecció sobre els lletrats de la dinastia Song.
A Oxford va ser un dels primers estudiants xinesos que va obtenir el Baccalaureus Litterarum amb una tesina titulada “ China Depicted in British Literature during the 17th and 18th Centuries”.
Sense haver obtingut el diploma final a Oxford, Qian va marxar cap a París amb Yang Jiang i la seva filla. Abans de tornar a la Xina va estar un any estudiant literatura francesa a la Sorbona.

### Retorn a la Xina
Quan Qian va tornar a la Xina el país estava en plena guerra sino-japonesa. Va tenir l'opció d'entrar com a professor en el departament de llengües estrangeres d'una nova institució formada per tres grans universitats (Pequín, Tsinghua i Nankai) : La Universitat nacional unida del sud-oest o Lianda (国立西南联合大学), inicialment establerta a Changsha, a la província de Hunan, però fugint de la guerra va anar Kunming a la província deYunnan.
L'estiu de 1939, amb la seva esposa Yang Jiang van a Xangai, van sortir cap a l'interior, a Baoqing a Hunan, on es va fer càrrec d'un lloc de professor d'anglès a l'Escola Normal de Lantian, a petició del seu pare malalt, que era professor allà.
El 1949 es va traslladar a Pequín per ocupar un lloc en el departament de llengües estrangeres de la Universitat de Qinghua.
Després de 1949, com Shen Congwen (沈 从 文), va abandonar l'escriptura per refugiar-se en l'estudi, la traducció i la investigació.
En la dècada dels cinquanta, la seva investigació sobre la poesia es va materialitzar en la publicació d'un llibre sobre la poesia de la cançó. Va participar en la traducció dels poemes de Mao Zedong i, a principis dels anys seixanta, també va publicar tres assajos crítics molt llargs sobre l'obre Laocoont de Gottthold Ephraim Lessing.

#### La Revolució Cultural
En plena Revolució Cultural, l'agost de 1966, va ser denunciat per fer comentaris despectius sobre les obres del president Mao. Els seus amics tracten de defensar-lo dient que si hagués volgut criticar el president, ho hauria fet en termes molt més divertits, però finalment, ell i Yang Jiang són declarats "acadèmics reaccionaris" i enviats a una escola de quadres a Henan.
Van tornar a Pequín el 1972 amb molts problemes per subsistència, fins al punt que van trobar la seva antiga casa ocupada i van haver de viure en les dependències de l'Institut de Literatura abans poder tornar a casa. Durant aquest període, Qiang Zhongshu va escriure la seva obra magistral de crítica literària sobre literatura clàssica «Guan Zhui Bian».

#### Activitat acadèmica
Durant el període 1982-1993 va ser vicepresident de l'Acadèmia Xinesa de Ciències Socials i el 1985, Qian va ser elegit membre honorari de la Modern Language Association of America, juntament amb altres intel·lectuals com Jacques Derrida, Umberto Eco, Gérard Genette, Wolfgang Iser i Robert Weimann.
Va morir el 19 de desembre de 1998 a Pequín.

## Obres destacades
A part de les novel·les i relats, se'l considera el pare de l'escola xinesa de literatura comparada, dedicant la major part de la seva activitat a l'estudi del pensament literari i és probablement l'erudit amb més coneixement de la literatura i la cultura tradicionals xineses, d'una banda, i, d'altra banda, la familiaritat i la comprensió profunda de la tradició occidental.
- 1941: «Written in the Margins of Life» 《写在人生边上》 (Xie zai rensheng bianshang)
- 1946: «Human, Beast, Ghost » 《人兽鬼》(Ren Shou Gui)
- 1947: «Fortress Besieged» 《围城》(Wei Cheng)  La seva única novel·la, traduïda a molts idiomes, com el castellà, l'anglès el francès i l'alemany entre d'altres.
- 1948: «On the Art of Poetry» 《谈艺录》(Tan yi lu)
- 1958: «Selected and Annotated Song Dynasty Poetry » 《宋诗选注》(Song shi xuanzhu)
- 1964: «Les traduccions de Lin Shu»《林纾的翻译》(Lin Shu de fanyi)
- 1979-1982 : (管锥编) Guan Zhui Bian : literalment Pipe-Awl Collection[9]', traduït a l 'anglès com Limited Views.